# Radu-Cosmin Preda
Radu Cosmin Preda (n. 18 iunie 1980) este un senator român, ales în 2016 pe listele PSD din județul Dolj. El a ajuns în Parlamentul României din postura de Administrator Public al Municipiului Craiova. 
A mai ocupat și funcțiile de Director al DJCCPCN Dolj, RAADPFL Craiova și RAT Craiova.  
În perioada 2008-2012 Radu Cosmin Preda a fost consilier județean din partea PSD în cadrul Consiliului Județean Dolj ocupând funcția de secretar al comisiei pentru buget.